# Terebra guttata
Terebra guttata, tên tiếng Anh: eyed auger, là một loài ốc biển, là động vật thân mềm chân bụng sống ở biển trong họ Terebridae, họ ốc dài.